# Franz Mück (Musiker)
Franz Mück (geboren 3. Oktober 1898 in Wien, Österreich-Ungarn; gestorben 3. November 1957 in Bad Reichenhall) war ein deutscher Jazzpianist, Komponist und Arrangeur.

## Leben und Wirken
Franz Mück studierte Musik und begann ab 1920 zu komponieren. Er arbeitete ab 1930 in Berlin im Orchester von Oscar Joost; weitere Aufnahmen entstanden in diesem Jahrzehnt mit Richard Forst, Eugen Wolff und Erwin Steinbacher. In den frühen 1940er-Jahren spielte er in Berlin bei Hans Georg Schütz, Theo Reuter, Kurt Wege, Albert Vossen, Henk Bruyns, Horst Winter, Charlie and His Orchestra, Erhard Bauschke, Georg Trapp, Willi Stech und Heinz Wehner. Er schrieb Hot-Jazz-orientierte Tanzmusik wie „Große Eile“, und „Hallo Benny“, außerdem Unterhaltungsmusik und Schlager wie „Storchenparade“, „All meine kleinen Wünsche“, „Junger Mann im Frühling“ (mit Bruno Balz und Will Meisel), „Carlton“ „Tanzstück 1742“, „Maskerade“ und „Anaconda“, ferner fünf kammermusikalisch ausgerichtete Noveletten für sechs Instrumente, sowie zahlreiche Arrangements, u. a. für Tanzorchester von Oscar Joost („Tango Apasionado“), Willi Stech und Otto Kermbach. Er leitete auch ein eigenes Ensemble, in dem u. a. der Pianist Helmuth Wernicke spielte. Im Bereich des Jazz war er von 1930 bis 1944 an 88 Aufnahmesessions beteiligt.
Mück stand 1944 in der Gottbegnadeten-Liste des Reichsministeriums für Volksaufklärung und Propaganda.
Nach Kriegsende spielte Mück als Jazz-Pianist in verschiedenen Clubs der amerikanischen Besatzungsstreitkräfte, er zog dann nach Salzburg und später nach Bad Reichenhall.